# Kindslage

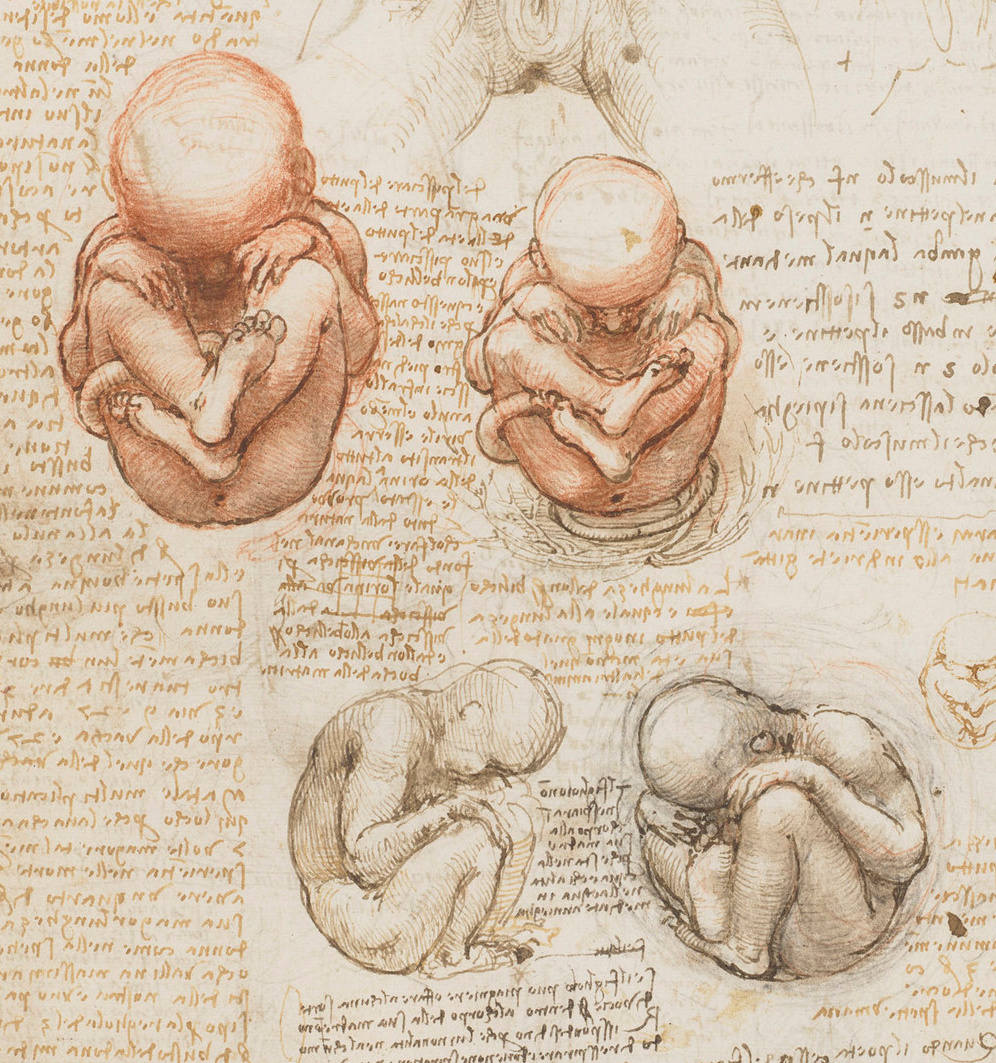
Zeichnung vom Fetus im Mutterleib von Leonardo da Vinci, ca. 1510–1512

Als Kindslage bezeichnet man in der Geburtshilfe die Lage der Frucht in der Gebärmutter. Sie wird mit vier Begriffen beschrieben: Lage, Stellung, Haltung und Einstellung. Diese Begriffe sind wichtig für das Verständnis der Geburtsmechanik.

## Lage (Situs)

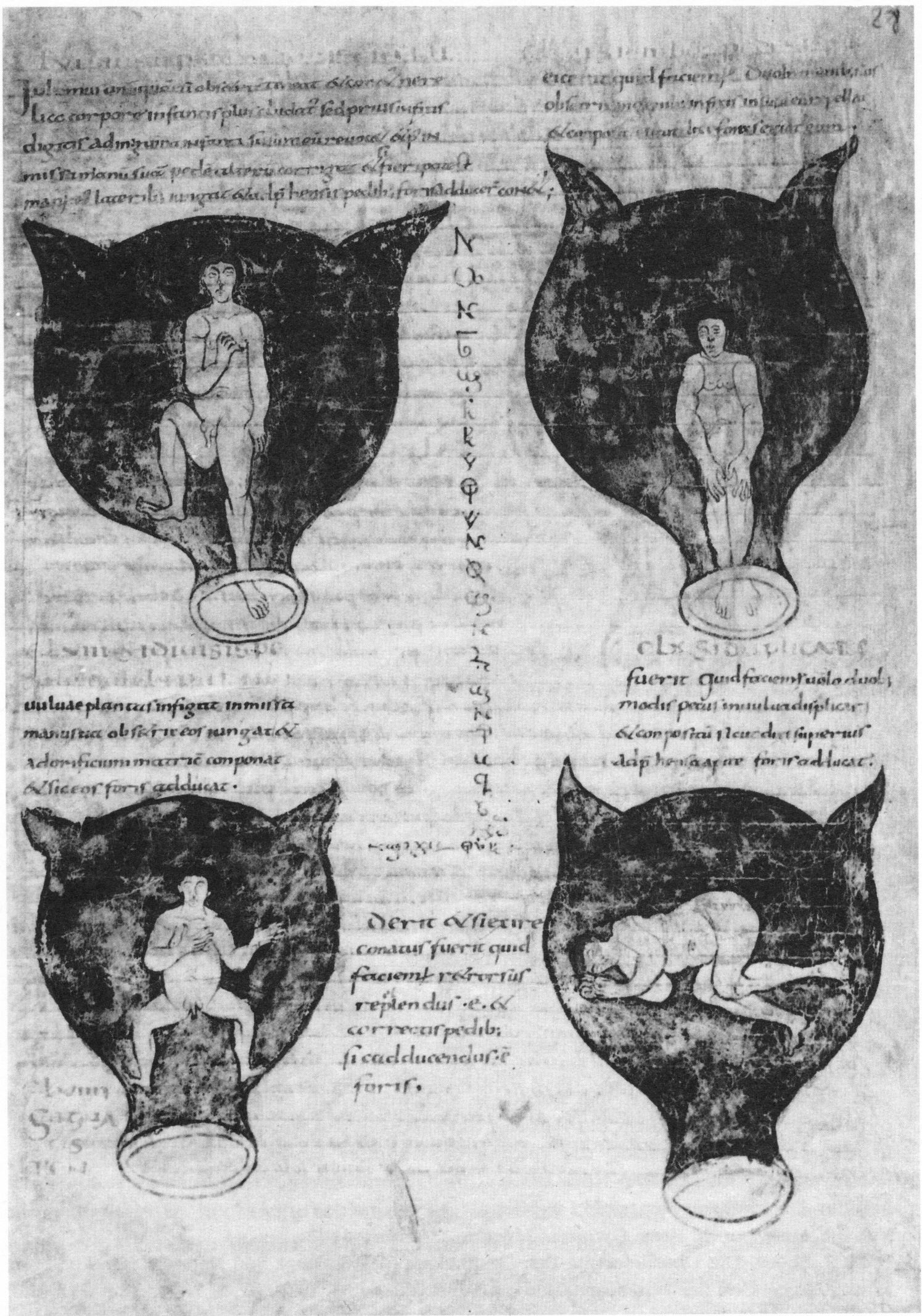
Darstellungen von Kindslagen in einer spätantiken lateinischen Bearbeitung der Gynäkologie des Soranos von Ephesos. Die Abbildungen in dieser um 900 angefertigten Abschrift gehen wohl ursprünglich auf Zeichnungen des Soranos zurück. Bruxelles, Bibliothèque Royale, 3714, fol. 28r

Nach strenger Definition darf der Begriff der Lage nur zur Bezeichnung der Beziehung der Längsachse des Kindes zur Längsachse des Geburtskanals herangezogen werden. Regelrichtig ist danach die Längs- oder Geradlage (99 % zum Zeitpunkt der Geburt), somit die
- Schädellage und die
- Beckenendlage.

Als Regelwidrigkeit (Abweichung von der Norm) zählen hier nur die
- Quer- und Schräglagen (zusammen ca. 1 %) und
- eventuell die Schulterlage.

Eine regelwidrige Lage wird als Lageanomalie bezeichnet.
Die Diagnose der Lage wird mit dem 2. Leopold-Handgriff gestellt.
Die Art des vorangehenden Teiles bei der Längslage ist mit dem Begriff Poleinstellung definiert. Die Diagnose wird mit dem 3. und 4. Leopold-Handgriff und der vaginalen Untersuchung gestellt. Das überwiegen der Schädellage (96 % aller Geburten) ist darauf zurückzuführen, dass der Kopf am besten in das untere Uterinsegment bzw. den Beckeneingang hineinpasst. Als Regelwidrigkeiten der Poleinstellung treten mit einer Häufigkeit von 3 % die Beckenendlagen auf.

## Stellung (Positio)
Die Stellung ergibt sich aus dem Verhältnis des kindlichen Rückens zur Gebärmutterinnenwand. Die Stellung drückt also aus, ob sich der Rücken des Kindes auf der linken oder rechten Seite der Mutter befindet. Die Diagnose erfolgt mit dem 2. Leopold-Handgriff. Dabei wird unterschieden
- Erste Stellung: Rücken links (aus Sicht der Schwangeren)
  - Ia-Stellung: Rücken links vorne
  - Ib-Stellung: Rücken links hinten
- Zweite Stellung: Rücken rechts (aus Sicht der Schwangeren)
  - IIa-Stellung: Rücken rechts vorne
  - IIb-Stellung: Rücken rechts hinten

Bei der Schädellage ist die erste Stellung doppelt so häufig wie die zweite Stellung.

## Haltung (Habitus)
Laut dem Gynäkologen Ernst Bumm gibt die Haltung an, „wie das Kind sich hält“. Es bezeichnet also die Beziehung der kindlichen Teile zueinander. Es gibt eine Haltung des Kopfes, der Beine und der Arme. Am wichtigsten ist die Anwendung dieses Begriffes für die Beziehung zwischen Kopf und Rumpf beim Durchtritt durch den Geburtskanal. Normal und regelrecht ist die Haltung, bei der der Kopf tief gebeugt, also mit dem Kinn auf der Brust, den oberen Abschnitt des Geburtskanals passiert. Regelrecht ist die
- vordere Hinterhauptslage (Flexion, Rücken vorne, Beugung des Kopfes auf die Brust, normale Einstellung).

Die Diagnose erfolgt durch die vaginale Untersuchung, der Stand der Fontanellen weist auf die Haltung hin. Jede Abweichung von dieser Kopfhaltung (Streckung, Deflexion) ist regelwidrig, also eine Haltungsanomalie, diese sind:
- Roederer-Kopfhaltung
- Vorderhauptslage
- Stirnlage
- Gesichtslage
- indifferente Scheitellage (Kopfstellung zwischen Flexion und Deflexion)

## Einstellung (Praesentatio)
Die Einstellung ist die Beziehung des vorangehenden Teils zum Geburtsweg. Es ist derjenige Abschnitt des vorangehenden Teils „eingestellt“, auf den der Finger bei der vaginalen Untersuchung in Führungslinie stößt, d. h. der führende Abschnitt ist eingestellt. Die Einstellung des Kopfes richtet sich nach seiner Haltung in Abhängigkeit zum Höhenstand:
- Hinterhaupteinstellung (Leitstelle = kleine Fontanelle) (regelrechte Einstellung)

Eine regelwidrige Einstellung wird auch als Einstellungsanomalie bezeichnet, diese sind:
- Scheiteleinstellung (Leitstelle = Pfeilnaht)
- Vorderhaupteinstellung (Leitstelle = große Fontanelle)
- Stirneinstellung (Leitstelle = große Fontanelle, Stirnnaht)
- Gesichtseinstellung
- hoher Geradstand (Regelwidrigkeit der Einstellung im Beckeneingang)
- hintere Hinterhauptslage (regelrechte Beugung, aber regelwidrige Drehung des Hinterhauptes)
- tiefer Querstand (Regelwidrigkeit der Einstellung im Beckenausgang)
- Scheitelbeineinstellung (Regelwidrigkeit der Einstellung im Beckeneingang)
- Schulterdystokie (Regelwidrige Einstellung des Schultergürtel in Abhängigkeit zum Höhenstand)

Bei der Beckenendlage können sich einstellen:
- der Steiß alleine
- die Füße alleine
- der Steiß und die Füße
- der Steiß und ein Fuß
- ein oder beide Knie

Der führende Abschnitt des vorangehenden Teils, der in der Beckenführungslinie am tiefsten steht, wird als Leitstelle bezeichnet.
In der Praxis fasst man die verschiedenen Begriffe von Lage, Stellung, Haltung und Einstellung zusammen und spricht beispielsweise von einer ersten vorderen Hinterhauptslage (I.voHHL).